# Кретье, Жан-Люк
Жан-Люк Кретье (фр. Jean-Luc Crétier; род. 28 апреля 1966, Альбервиль) — французский горнолыжник, олимпийский чемпион 1998 года в скоростном спуске.

## Карьера

### На чемпионатах Франции
Лыжным спортом профессионально занимался с середины 1980-х годов. Дебютировал на соревнованиях по горнолыжному спорту во Франции в 1988 году. В годы выступления на домашней арене одерживал победы в супергигантском слаломе, комбинации и скоростном спуске. В том же году дебютировал на Олимпиаде в Калгари от сборной Франции. Карьеру лыжника завершил в 1999 году после травмы на Кубке Мира в Валь Гардене.

### Чемпионат и Кубок мира
На чемпионатах мира Жан-Люк выступал трижды: в 1991, 1995 и 1997 годах. Лучшим достижением является 11-е место в 1991 году в категории «супергигант». В скоростном спуске и комбинации он не был настолько удачлив: в Сьерра-Неваде в 1995 году в скоростном спуске он даже не попал в Топ-20. На Кубках мира по горнолыжному спорту Кретье выступал неудачно, хотя пять раз поднимался на пьедестал. Лучшим достижением в общем зачёте является только 18-е место в 1999 году.

### На Олимпийских играх
Кретье выступал на четырёх Олимпиадах: в Калгари в 1988 году, в родном Альбервиле в 1992 году, в Лиллехаммере в 1994 году и в Нагано в 1998 году. Единственную свою медаль (золотую) он завоевал в скоростном спуске в Нагано в 1998 году и таким образом впервые с 1968 года принёс Франции золотую медаль в этом виде горнолыжного спорта (в 1968 году первенствовал Жан-Клод Килли). Два его главных оппонента, австриец Херманн Майер и итальянец Лука Каттанео, в скоростном спуске не завоевали медалей: Майер и Каттанео вылетели с дистанции и получили серьёзные травмы, которые не позволили им продолжать гонку. Также Кретье был близок к тому, чтобы завоевать награду в Альбервиле в 1992 году, однако проиграл бронзовую медаль канадцу Эду Подивински.

## Полная статистика

### Олимпиады
| Место проведения | Калгари 1988 | Альбервиль 1992 | Лиллехаммер 1994 | Нагано 1998 |
| Скоростной спуск | -            | -               | 24-е место       | 1-е место   |
| Супергигант      | -            | 24-е место      | -                | 25-е место  |
| Комбинация       | 6-е место    | 4-е место       | -                | -           |

### Чемпионаты мира
| Место проведения | Зальбах-Хинтерглемм 1991 | Сьерра-Невада 1996 | Сестриере 1997 |
| Скоростной спуск | -                        | 35-е место         | 15-е место     |
| Супергигант      | 11-е место               | -                  | -              |
| Комбинация       | -                        | 16-е место         | 13-е место     |

### Кубки мира
- Лучшее итоговое достижение: 18-е место в Кубке мира 1998/1999.
- 2-е место в квалификации в 1997/1998
- Побед нет
- 5 раз поднимался на пьедестал
  - 2-е место (скоростной спуск) — 1997/98 ( Бивер-Крик)
  - 2-е место (скоростной спуск) — 1997/98 ( Венген)
  - 2-е место (скоростной спуск) — 1993/94 ( Шамони-Лез-Уш)
  - 3-е место (скоростной спуск) — 1993/94 ( Валь Гардена)
  - 3-е место (скоростной спуск) — 1997/98 ( Кицбюхель)

### Чемпионаты Франции
- Чемпион Франции 1988/1989 (супергигант)
- Чемпион Франции 1990/1991 (комбинация и скоростной спуск)
- Чемпион Франции 1992/1993 (комбинация и скоростной спуск), вице-чемпион Франции 1992/1993 (супергигант)
- Вице-чемпион Франции 1994 (скоростной спуск и супергигант)

## Вне карьеры
Участвовал в шоу «Форт Боярд» в 1996 году, выиграл с командой 76660 франков. Ныне работает радиоведущим на радиостанции «Монте-Карло».